# Embusen
Embusen (演武 线) är en japansk term som används främst i karate för att ange spelplatsen och turodningen för var olika moment i en kata ska utföras. Ordet förekommer också romaniserat som enbusen.
Embusenen är en beskrivande linje som utgör kartan över slagfältet, en skiss på rörelsemönstret, som utförs i karate i form av en tänkt linje, längs vilken katan är ämnad att förlöpa. Det är den väg som en karateka måste följa, om hon eller han vill utföra en viss kata korrekt. Som regel slutar denna exakt vid samma punkt där det hela började..

Embusen för Heian Shodan

## Etymologi
Embu (演武) betyder på japanska ”militär exercis” och är här den vidare aktivitet som avser utvisa ramen för den kata eller liknande mönsterform, som utövaren lärt sig i budō (武道) eller bujutsu (武術). Det finns embu som utförs ensam, och det finns embu, som utöver den ensamme är förberedda att ytterligare person(er), uke, som slagpåse. Snarare än att vara starkt typad, kan tekniken också utvecklas i improvisation baserad på grunderna, och dess format varierar från varje kampsport-skola. I karate är embusenen en linje, sen (线), med markeringar, knutpunkter och ändpunkter, där "fienden" ska motas eller angripas.

## Former
Embusen-linjen varierar för varje serie av kata. Den är till exempel en rak linje för Shōtōkan Tekki/Naihanchi kataserie. Den följer formen av bokstaven I (eller H) för Heian/Pinan serien av kata, samt för Taikyoku-serien. Mer avancerade kata, såsom Shotokan|s Kanku-dai och Gojūshiho dai kata, liksom  Gōjū-ryūs Seipai och Kararumfa kator, har exempelvis allt mer komplexa embusen för att träna eleven i mer avancerade defensiva vinklar och fotarbete. För varje kata är embusenen fast och måste följas exakt för korrekt behärskning av stilen.
Medan många försök under årtionden och mer har gjorts för att dokumentera de flesta kampstilar är huvuddelen av utbildningen bäst utlärd person-till-person, där de flesta detaljer undervisas muntligt och visuellt. I detta ligger också en väl avvägd beskrivning av begreppet embusen. Podeanus "Best Embusen: Shotokan" ger en avancerad skriven analys, bunkai, av embusen för 26 stycken Shōtōkan-ryū kata. Den erbjuder ett perspektiv som bör ge en god grund för vidare utveckling. Materialet är avancerat, avsett att följa böcker som i detalj presenterar rörelserna i varje kata. Läsaren förutsätts att veta eller ha tillgång till information om de olika stegen och teknikerna i respektive kata. Sådan information kan Nakayama Masatoshis långa serie med titeln Best Karate (1977-79) tillhandahålla, där nr 5-8 tar upp såväl embusen som utförande av flertalet kator inom Shōtōkan-ryūs sfär.